# 廈門潤
厦門 潤（1963年6月7日—），日本女性漫畫家。具有4個筆名。高知縣高知市出身。代表作為《虹龍變現!!》與《@假想未來》。

## 作品
- 原名
- 原名
- 原名
- 原名

- 風靈王、全3冊、原名

1. ISBN 9789577966834
2. ISBN 9789577966841
3. ISBN 9789577966858

- 風之祭典、全1冊、原名 ISBN 9789577967091
- 原名
- 虹龍變現!!、全1冊、原名 ISBN 9789577967213
- @假想未來、全3冊、原名
- 原名
- 原名

- 原名
- 原名
- 原名
- 流星機學園號、2冊、原名
- 原名
- 原名
- 原名
- 原名
- 原名
- 原名

（１８禁用的筆名）
- 原名
- 原名
- 原名
- 原名
- 原名
- 原名
- 原名
- 原名
- 原名
- 原名
- 原名
- 原名
- 原名

## 外部連結
- （日語）MEGAPLUS HomePage （页面存档备份，存于）（公式網站）
- （日語）廈門潤的X（前Twitter）